# Pink Five
Pink Five es un fan film  basado en Star Wars que hizo su debut en Internet en 2002 y que fue escrito y dirigido por Trey Stokes y protagonizado por Amy Earhart como Stacey (también conocida como Pink Five), una chica de habla rápida estilo valley-girl y protagonizado por Amy Earhart como Stacey (también conocida como Pink Five), una chica de habla rápida estilo valley-girl que cayó en la cabina de un Ala-X durante la Batalla de Yavin y presenta eventos familiares y puntos de la historia del Episodio IV desde un punto de vista muy diferente.

## Recepción
La película ha demostrado ser popular entre los fanáticos de Star Wars, ganando críticas entusiastas y el premio George Lucas Selects en los premios oficiales de fan films de Star Wars de 2003 patrocinados por AtomFilms y Lucasfilm, e incluso se proyectó en el Festival de Cine de Cannes de 2005.[cita requerida] En agosto de 2010, la revista Time la incluyó como uno de los 10 mejores fan films de Star Wars.

## Secuelas y otras apariciones
El éxito del primer cortometraje inspiró sus secuelas: Pink Five Strikes Back (2004), y protagonizado por Amy Earhart como Stacey (también conocida como Pink Five), una chica de habla rápida estilo valley-girl Return of Pink Five, vol. 1 (2006) y Return of Pink Five, Vol. 2 (2007). y protagonizado por Amy Earhart como Stacey (también conocida como Pink Five), una chica de habla rápida estilo valley-girl Con cada entrega sucesiva, los capítulos crecieron en longitud y en visuales sofisticados. Desafortunadamente, el aumento del gasto significó que los fondos para completar el capítulo final (y resolver el suspenso al final del Vol. 2) no estuvieron disponibles durante casi una década. 
Finalmente, después de una exitosa campaña de Kickstarter en 2012, Return of Pink Five, vol. 3 se terminó y la saga Pink Five completa de 59 minutos se proyectó en convenciones en todo el país en 2013. Posteriormente, la saga fue lanzada en línea en 2016.  Disponible originalmente en Vimeo, la saga está disponible en Amazon Video desde julio de 2016.
Stacey aparece en la novela de Star Wars Allegiance de Timothy Zahn de 2007, lo que la convierte en uno de los pocos personajes de Star Wars creados por fanes que alguna vez pasó a formar parte del universo expandido de Star Wars.
Stacey también tiene un breve cameo en fan film Sith Apprentice, dirigido por John E. Hudgens .
Además, Stacey ahora ha sido inmortalizada en una tarjeta coleccionable del 30 aniversario de Topps. La tarjeta n.° 117 ("Fan Films") detalla las hazañas de la piloto del Ala-X de Valley Girl y su fiel droide, R5-DD.
También aparece un póster original de Pink 5 en The Star Wars Vault de Steve Sansweet.